# Campeonato Português de Hóquei em Patins de 2024-25
O Campeonato Português de Hóquei em Patins de 2024-25 foi a 85.ª edição do principal escalão do campeonato português de Hóquei em Patins. A competição, organizada pela Federação de Patinagem de Portugal, foi disputada por 14 clubes.
Subiram à 1ª Divisão o AD Sanjoanense, vencedor da 2ª Divisão, o Candelária SC finalista vencido da 2ª Divisão e o AJ Viana por apuramento da Liguilha.

## Clubes Participantes
| Clube             | Cidade                   | Pavilhão                                      | Capacidade |
| ----------------- | ------------------------ | --------------------------------------------- | ---------- |
| SL Benfica        | Lisboa                   | Pavilhão Fidelidade                           | 2 400      |
| Sporting CP       | Lisboa                   | Pavilhão João Rocha                           | 3 000      |
| OC Barcelos       | Barcelos                 | Pavilhão Municipal de Barcelos                | 2 000      |
| FC Porto          | Porto                    | Dragão Arena                                  | 2 179      |
| UD Oliveirense    | Oliveira de Azeméis      | Pavilhão Dr. Salvador Machado                 | 2 300      |
| AD Valongo        | Valongo                  | Pavilhão Municipal de Valongo                 | 2 500      |
| SC Tomar          | Tomar                    | Pavilhão Municipal Cidade de Tomar            | 0900       |
| HC Braga          | Braga                    | Pavilhão de Sequeira                          | 1 000      |
| GRF Murches       | Murches                  | Pavilhão Desportivo de Murches                | 0200       |
| AJ Viana          | Viana do Castelo         | Pavilhão Municipal José Natário               | 1 500      |
| Riba d'Ave HC     | Riba de Ave              | Parque das Tílias                             | 0600       |
| Juventude Pacense | Paços de Ferreira        | Pavilhão Municipal Paços de Ferreira          | 1 200      |
| AD Sanjoanense    | São João da Madeira      | Pavilhão da Associação Desportiva Sanjoanense | 2 000      |
| Candelária SC     | Candelária, Ilha do Pico | Pavilhão dos Desportos da Candelária          | 450        |

## Classificação Geral
| Pos | Equipe            | Pts | J  | V  | E | D  | GP  | GC  | SG  | Classificação ou descenso             |
| --- | ----------------- | --- | -- | -- | - | -- | --- | --- | --- | ------------------------------------- |
| 1   | SL Benfica        | 66  | 26 | 21 | 3 | 2  | 148 | 55  | +93 | Qualificado para os Playoff           |
| 2   | Sporting CP       | 65  | 26 | 21 | 2 | 3  | 112 | 51  | +61 | Qualificado para os Playoff           |
| 3   | FC Porto          | 59  | 26 | 19 | 2 | 5  | 96  | 53  | +43 | Qualificado para os Playoff           |
| 4   | OC Barcelos       | 56  | 26 | 17 | 5 | 4  | 103 | 64  | +39 | Qualificado para os Playoff           |
| 5   | UD Oliveirense    | 41  | 26 | 12 | 5 | 9  | 70  | 56  | +14 | Qualificado para os Playoff           |
| 6   | Juventude Pacense | 35  | 26 | 10 | 5 | 11 | 85  | 103 | −18 | Qualificado para os Playoff           |
| 7   | AD Sanjoanense    | 31  | 26 | 9  | 4 | 13 | 87  | 98  | −11 | Qualificado para os Playoff           |
| 8   | SC Tomar          | 31  | 26 | 9  | 4 | 13 | 72  | 71  | +1  | Qualificado para os Playoff           |
| 9   | Riba d'Ave HC     | 29  | 26 | 8  | 5 | 13 | 80  | 101 | −21 |                                       |
| 10  | AD Valongo        | 29  | 26 | 8  | 5 | 13 | 69  | 96  | −27 |                                       |
| 11  | HC Braga          | 28  | 26 | 7  | 7 | 12 | 74  | 88  | −14 |                                       |
| 12  | Candelária SC     | 23  | 26 | 6  | 5 | 15 | 64  | 100 | −36 | Despromoção à Segunda Liga de 2024-25 |
| 13  | AJ Viana          | 20  | 26 | 6  | 2 | 18 | 80  | 115 | −35 | Despromoção à Segunda Liga de 2024-25 |
| 14  | GRF Murches       | 5   | 26 | 1  | 2 | 23 | 61  | 150 | −89 | Despromoção à Segunda Liga de 2024-25 |

## Playoffs
|  | Quartos de Final      | Quartos de Final      | Quartos de Final      | Quartos de Final      | Quartos de Final      |     |            | Meias Finais                     | Meias Finais                     | Meias Finais                     | Meias Finais                     | Meias Finais                     | Meias Finais                     | Meias Finais                     |  |  | Final                          | Final                          | Final                          | Final                          | Final                          | Final                          | Final                          |
|  | 17, 21 e 25 Maio 2025 | 17, 21 e 25 Maio 2025 | 17, 21 e 25 Maio 2025 | 17, 21 e 25 Maio 2025 | 17, 21 e 25 Maio 2025 |     |            | 28 Maio, 1, 4, 7 e 10 Junho 2025 | 28 Maio, 1, 4, 7 e 10 Junho 2025 | 28 Maio, 1, 4, 7 e 10 Junho 2025 | 28 Maio, 1, 4, 7 e 10 Junho 2025 | 28 Maio, 1, 4, 7 e 10 Junho 2025 | 28 Maio, 1, 4, 7 e 10 Junho 2025 | 28 Maio, 1, 4, 7 e 10 Junho 2025 |  |  | 14, 18, 22, 25 e 29 Junho 2025 | 14, 18, 22, 25 e 29 Junho 2025 | 14, 18, 22, 25 e 29 Junho 2025 | 14, 18, 22, 25 e 29 Junho 2025 | 14, 18, 22, 25 e 29 Junho 2025 | 14, 18, 22, 25 e 29 Junho 2025 | 14, 18, 22, 25 e 29 Junho 2025 |
|  |                       |                       |                       |                       |                       |     |            |                                  |                                  |                                  |                                  |                                  |                                  |                                  |  |  |                                |                                |                                |                                |                                |                                |                                |
|  | 1                     | SL Benfica            | 4                     | 5                     |                       |     |            |                                  |                                  |                                  |                                  |                                  |                                  |                                  |  |  |                                |                                |                                |                                |                                |                                |                                |
|  | 8                     | SC Tomar              | 2                     | 2                     |                       |     |            |                                  |                                  |                                  |                                  |                                  |                                  |                                  |  |  |                                |                                |                                |                                |                                |                                |                                |
|  | 8                     | SC Tomar              | 2                     | 2                     |                       | 1   | SL Benfica | 4                                | 1                                | 2                                | 4                                |                                  |                                  |                                  |  |  |                                |                                |                                |                                |                                |                                |                                |
|  |                       |                       |                       |                       |                       | 1   | SL Benfica | 4                                | 1                                | 2                                | 4                                |                                  |                                  |                                  |  |  |                                |                                |                                |                                |                                |                                |                                |
|  |                       | 4                     | OC Barcelos           | 3                     | 4                     | 4*  | 6          |                                  |                                  |                                  |                                  |                                  |                                  |                                  |  |  |                                |                                |                                |                                |                                |                                |                                |
|  | 4                     | 4                     | OC Barcelos           | 3                     | 4                     | 4*  | 6          | OC Barcelos                      | 5*                               | 2                                | 4                                |                                  |                                  |                                  |  |  |                                |                                |                                |                                |                                |                                |                                |
|  | 4                     |                       |                       |                       |                       |     |            | OC Barcelos                      | 5*                               | 2                                | 4                                |                                  |                                  |                                  |  |  |                                |                                |                                |                                |                                |                                |                                |
|  | 5                     | UD Oliveirense        | 4                     | 4                     | 2                     |     |            |                                  |                                  |                                  |                                  |                                  |                                  |                                  |  |  |                                |                                |                                |                                |                                |                                |                                |
|  |                       |                       |                       |                       |                       |     |            |                                  |                                  |                                  |                                  |                                  |                                  |                                  |  |  | 4                              | OC Barcelos                    | 3                              | 3**                            | 3                              | 2                              |                                |
|  |                       |                       | 3                     | FC Porto              | 4                     | 1** | 5          | 3                                |                                  |                                  |                                  |                                  |                                  |                                  |  |  |                                |                                |                                |                                |                                |                                |                                |
|  | 3                     | FC Porto              | 5                     | 6                     |                       |     |            |                                  |                                  |                                  |                                  |                                  |                                  |                                  |  |  |                                |                                |                                |                                |                                |                                |                                |
|  | 6                     | Juventude Pacense     | 2                     | 3                     |                       |     |            |                                  |                                  |                                  |                                  |                                  |                                  |                                  |  |  |                                |                                |                                |                                |                                |                                |                                |
|  | 6                     | Juventude Pacense     | 2                     | 3                     |                       | 3   | FC Porto   | 2                                | 1                                | 4                                | 7*                               | 6*                               |                                  |                                  |  |  |                                |                                |                                |                                |                                |                                |                                |
|  |                       |                       |                       |                       |                       | 3   | FC Porto   | 2                                | 1                                | 4                                | 7*                               | 6*                               |                                  |                                  |  |  |                                |                                |                                |                                |                                |                                |                                |
|  |                       | 2                     | Sporting CP           | 3                     | 0                     | 7   | 6          | 5                                |                                  |                                  |                                  |                                  |                                  |                                  |  |  |                                |                                |                                |                                |                                |                                |                                |
|  | 2                     | 2                     | Sporting CP           | 3                     | 0                     | 7   | 6          | 5                                | Sporting CP                      | 5                                | 1                                | 5                                |                                  |                                  |  |  |                                |                                |                                |                                |                                |                                |                                |
|  | 2                     |                       |                       |                       |                       |     |            |                                  | Sporting CP                      | 5                                | 1                                | 5                                |                                  |                                  |  |  |                                |                                |                                |                                |                                |                                |                                |
|  | 7                     | AD Sanjoanense        | 2                     | 2*                    | 1                     |     |            |                                  |                                  |                                  |                                  |                                  |                                  |                                  |  |  |                                |                                |                                |                                |                                |                                |                                |

- *Grandes Penalidades
- **Prolongamento

## Campeão
| Campeonato Português de Hóquei em Patins 2024–25 |
| ------------------------------------------------ |
| FC PORTO 26.º título                             |

### Internacional
- «Ligações ao Hóquei em todo o Mundo»
- «Portal HóqueiPatins - Atualidade mundial do hóquei em patins»
- «Mundook - Atualidade mundial do hóquei em patins»
- «Hardballhock - Atualidade mundial do hóquei em patins» (em inglês)
- «Inforoller - Atualidade mundial do hóquei em patins» (em francês)
- «Blogue Hardballhock - Atualidade mundial do hóquei em patins» (em inglês)
- «Blogue Rink-Hockey - Atualidade mundial do hóquei em patins» (em inglês)
- «Solo Hockey - Atualidade mundial do hóquei em patins» (em espanhol)